# Pahlavi
|  | Per a altres significats, vegeu «Pahlavi (desambiguació)». |

El pahlavi o pehlevi, també anomenat persa mitjà o persa sassànida, és una antiga llengua indoeuropea occidental parlada a Pèrsia, que va constituir l'idioma oficial, religiós i literari de l'Imperi Sassànida. Pahlavi també es refereix al seu sistema d'escriptura i als seus parlants (pahlavis).
Representa el període intermedi de la història de la llengua persa, i la continuació directa de l'antic persa del període aquemènida (segles vi aC-iv aC) i l'antecedent del farsi actual. Inicialment s'estenia al sud-oest de l'Iran (Pārs), i es va convertir en la llengua oficial i literària dels sassànides (segles iii-vii). Aviat es va expandir en direcció nord i nord-est, suplantant gradualment les llengües i dialectes iranians. Al final d'aquests processos que van durar molts anys, el persa mitjà, en el moment de la conquesta àrab (segles vii-viii), es va estendre per bona part del territori de l'actual Iran, l'Afganistan i l'Àsia central, incloent-hi l'extens Khorasan. El persa mitjà, juntament amb el part o arsàcida, la llengua de l'imperi arsàcida (segles iii aC-segle iii), constitueix el grup occidental de llengües iràniques mitjanes. De fet, el terme Pahlavi és un nom impropi ja que Pahlavīk és la forma que s'usava al nord del país per l'antic etnònim iranià Parthava 'part' i seria més adequat que indiqués el dialecte del nord-oest (part o arsàcida). En canvi, el dialecte que es troba subjacent al persa mitjà dels textos zoroastrians és fonamentalment semblant al parsik, 'persa', un dialecte del sud-oest.
De totes les llengües iràniques d'aquella època, el pahlavi és la que ha conservat el major nombre de documents. Es tenen monedes amb llegendes, inscripcions en gerros, segells, gemmes, etc. Dels segles iii-iv es conserven inscripcions gravades en nom dels governants sassànides i de personalitats polítiques i religioses d'aquella època a l'Iran. La principal documentació per a l'estudi del pahlavi la proporciona la vasta literatura de contingut religiós (zoroastrisme) i profà, escrita en l'època del domini sassànida i en els primers segles posteriors a la conquesta àrab (segles vii-viii). Són importants també els documents maniqueus trobats a principis del segle xx a l'oasi de Turfan al Turquestan xinès, entre ells, el manuscrit del Saltiri del segle vii representa el manuscrit més antic existent de la literatura pahlavi. També s'han trobat rastres del persa mitjà en una col·lecció de papirs escrits a Egipte durant l'ocupació sassànida per part de Còsroes II (619-629).